# Cartuja de Viaceli
La Cartuja de Viaceli o cartuja Via Coeli fue un monasterio cartujo ubicado en la ciudad de Orihuela, en la Vega Baja del Segura, más exactamente en la Dehesa de Campoamor, en la costa oriolana.
Fue la quinta cartuja establecida en el Reino de Valencia en 1640; por lo tanto, es la más moderna (si exceptuamos la femenina de Benifasar) de las veintitrés casas cartujas de la península ibérica.

## Historia
Se ubicó en el antiguo convento de San Ginés, a unos veinticinco kilómetros de la ciudad, en el paraje de la Dehesa de Campoamor. Su fundación se debe al caballero oriolano Tomás Pedrós, quien en el 1639 donó todos sus bienes a la Cartuja de Portaceli, con la condición de que esta se hiciera cargo de la nueva fundación.
Ésta se aprueba al año siguiente, de acuerdo con el Capítulo general. Su primer prior fue Francesc Medina, natural de Villena, amigo del fundador y profeso de Portaceli, de donde había sido prior en dos ocasiones, así como de la Cartuja de Aracristi. Entre los primeros monjes que le acompañaron estaba Francesc Pallàs, monje de Valldecrist, y autor insigne de obras de espiritualidad, en cuya vocación influirá el arcediano y futuro obispo de Orihuela, Joan Garcia Artés, decidido protector de la nueva cartuja.
En un primer momento se instalaron en la ermita de San Cristóbal, cerca de Orihuela. Cuando los mercedarios desocuparon el convento de San Ginés, la nueva comunidad se establece allí, por lo cual su primer procurador, Bartomeu Santolín, negocia las capitulaciones con los procuradores de Orihuela, en el consistorio al cual pertenecía el convento.
El nuevo monasterio estaba cerca del mar y alejado de la ciudad; los cartujanos hicieron las reformas necesarias para adecuarlo al estilo de vida cartujano. Pero a los pocos años, por culpa de problemas endémicos y otros tan graves como la peste de 1648, que asoló la zona, causando estragos entre los religiosos, el obispo oriolano Lluís Crespí de Borja, también protector de la cartuja, insta a la comunidad a trasladarse a una granja junto a la torre de Masquefa, en la huerta de Orihuela, lo que sucede en 1654.
La nueva ubicación resulta malsana y poco apta para los cartujos (convertida en "sepultura de religiosos"), lo que obliga a volver a San Ginés en 1656, lugar más apropiado para a la vida contemplativa por sus dimensiones y el espacio de su llanura, agradable, fértil y abundante en agua. Pero las incursiones de piratas en esa zona del Mediterráneo obliga en 1662 a trasladar una vez más la cartuja a la torre de Masquefa. Este hecho desagrada al Capítulo General, el cual ordena a los monjes que vuelvan a San Ginés y no abandonarlo sin su permiso.
Finalmente, después de cuarenta años de una vida precaria y calamitosa, en 1681 la breve y desgraciada cartuja de Viaceli y San José es suprimida por falta de recursos.
Después del abandono de la vida cartujana y la explotación ganadera de la zona durante dos siglos, el recinto de San Ginés, en estado de degradación, todavía conserva el nombre de "el convento".